# Garriga e Senta Olha
Garriga e Senta Olha (en francès Garrigues-Sainte-Eulalie) és un municipi francès situat al departament del Gard i a la regió d'Occitània.